# Stazione di Akayu
La Stazione di Akayu (赤湯駅?, Akayu-eki) è una stazione ferroviaria di Nan'yō, nella prefettura di Yamagata nella regione del Tōhoku.

## Linee
- East Japan Railway Company
  - ■ Yamagata Shinkansen
  - ■ Linea principale Ōu
- Ferrovie di Yamagata
  - ■ Ferrovia Flower Nagai